# Bosque tropical del Pacífico

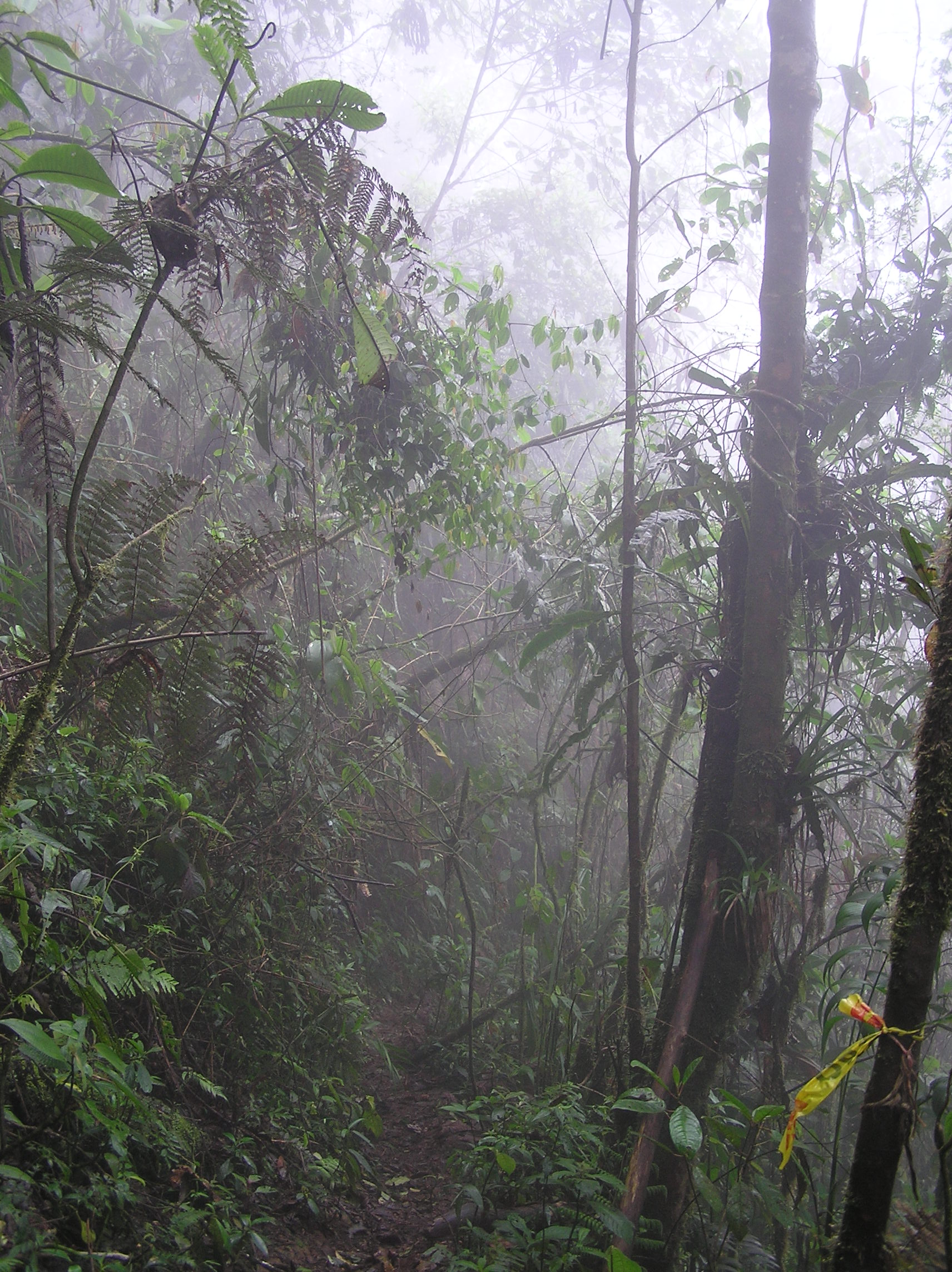
Farallones de Cali, Valle del Cauca, Colombia.

El bosque tropical del Pacífico se extiende a lo largo de la costa del Pacífico desde el norte del Perú hasta Panamá.
En el Perú conforma una ecorregión que comprende un área poco extensa en el interior del departamento de Tumbes, zona de El Caucho en la frontera con Ecuador. Limita con el bosque seco ecuatorial.

## Clima
El clima en general es tropical húmedo. En Perú es cálido con temperaturas superiores a los 25°C. Hacia el norte, entre Ecuador y Colombia, tiene constantes precipitaciones desde diciembre a marzo con hasta 4000 mm de lluvia al año. Desde abril a septiembre, es una época relativamente seca, con neblina.

## Flora
Comprende un bosque bastante denso con el palo borracho, con especies espinosas y llenas de bulbos. Incluye también orquídeas y bromelias. Algunos árboles llegan hasta los 50 metros de altura. Tiene especies caducifolias en la transición que se produce de bosque seco a ecuatorial. En zonas intervenidas existen matorrales y gramíneas. Entre las especies más resaltantes se encuentran: Ficus sp., Alseis peruviana, Cedrela sp., Loxopterygium huasango, Parhira trinitaris, Centrolobium acromon, Cecropia sp., Tabebubia sp., Cavanillesia platanofolia, Cordia sp., Guazuma ulmifolia, Ochoroma pyramidale y algunas palmeras. y muchas orquídeas.

## Fauna

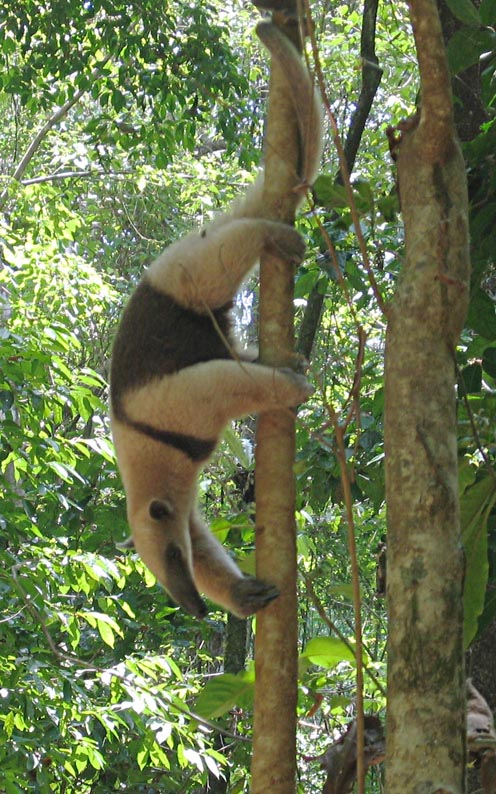
Tamandua mexicana

Su fauna es originaria del mondongo. Tiene especies mamíferas, entre las que se destacan las carnívoras como el puma, jaguar, ocelote y yaguarundi. Es la única zona peruana costera donde existen primates como Alouatta palliata (aullador o coto del pacífico) y el Cebus albifrons (mono blanco).
Entre las especies de serpientes está la Boa constrictor, Bothrops barnetti y algunos Micrurus sp. Entre las aves está el cóndor de la selva, gavilán tijereta, caracara encrestado y la tortolita peruana. También se encuentran edentados destacan el Tamandua mexicana, el Dasypus novemcinctus, y el único conejo silvestre de América del Sur.

## Ecosistema
En su ecosistema existen muchas cadenas alimenticias diferentes, ya que hay una gran variedad de especies de plantas y animales que interactúan entre sí. 
Un ejemplo de ecosistema es:
La cadena alimenticia comienza con las plantas, que son los productores. En el bosque tropical del Pacífico, las plantas pueden incluir árboles, arbustos, helechos, epífitas, y otras especies de plantas.  
-Los herbívoros son los consumidores primarios de la cadena alimenticia. Estos animales se alimentan de las plantas para obtener la energía y los nutrientes necesarios para sobrevivir. Algunos ejemplos de herbívoros en el bosque tropical del Pacífico pueden ser los monos, los perezosos, los tucanes, las iguanas, los venados, entre otros.  
-Los carnívoros son los consumidores secundarios de la cadena alimenticia. Estos animales se alimentan de otros animales para obtener energía y nutrientes. Algunos ejemplos de carnívoros en el bosque tropical del Pacífico pueden ser las serpientes, los jaguares, los pumas, las águilas, entre otros.  
-Los carroñeros son los descomponedores de la cadena alimenticia. Estos animales se alimentan de restos de animales muertos, descomponiendo y reciclando la materia orgánica de vuelta al suelo. Algunos ejemplos de carroñeros en el bosque tropical del Pacífico pueden ser los buitres, los zopilotes, los cuervos, entre otros.

## Causas del Impacto Ambiental
El ecosistema del bosque tropical del Pacífico de Tumbes, como muchos otros ecosistemas en el mundo, sufre impactos ambientales tanto de origen antrópico (causados por la actividad humana) como de origen natural. Estos impactos tienen consecuencias significativas para la biodiversidad, los servicios ecosistémicos y la estabilidad del ecosistema en su conjunto.
ANTRÓPICO:
Las causas de los impactos ambientales antrópicos en el bosque tropical del Pacífico de Tumbes incluyen:
-Deforestación: La deforestación es una de las principales amenazas para este ecosistema. La tala indiscriminada de árboles para la obtención de madera, la expansión agrícola, la ganadería y la construcción de infraestructuras son algunas de las actividades humanas que contribuyen a la pérdida de cobertura forestal.
-Agricultura intensiva: La expansión de la agricultura intensiva, especialmente de cultivos como la palma aceitera o la caña de azúcar, puede llevar a la deforestación, el uso excesivo de agroquímicos y la degradación del suelo, lo cual afecta negativamente la salud del ecosistema.
-Minería: La actividad minera, especialmente la minería ilegal, causa daños significativos al bosque tropical de Tumbes. La extracción de minerales implica la remoción de la capa vegetal y la contaminación de los ríos y suelos con sustancias tóxicas, lo que afecta la biodiversidad y los recursos hídricos.
-Caza y pesca insostenible: La caza y pesca insostenible, ya sea para el consumo local o para el comercio ilegal de especies, puede agotar la fauna y la pesca en el bosque tropical. La sobreexplotación de especies clave puede tener efectos cascada en la estructura y función del ecosistema.
-Cambio climático: Aunque el cambio climático es un fenómeno natural, la actividad humana ha contribuido significativamente a su aceleración mediante la emisión de gases de efecto invernadero. El aumento de las temperaturas, los cambios en los patrones de precipitación y la frecuencia de eventos climáticos extremos pueden alterar el equilibrio ecológico y la distribución de especies en el bosque tropical de Tumbes.
Estos impactos ambientales antrópicos están estrechamente relacionados con la actividad humana. La creciente demanda de recursos naturales, la expansión de la frontera agrícola, la falta de regulaciones efectivas y la pobre planificación ambiental son factores que impulsan estas actividades destructivas. La falta de conciencia ambiental, la pobreza y la falta de alternativas económicas también contribuyen a la presión sobre el ecosistema.
NATURAL:
Los impactos ambientales naturales en el ecosistema del bosque tropical del Pacífico de Tumbes pueden ser causados por una serie de factores naturales. Estas causas pueden incluir:
-Eventos climáticos extremos: Los eventos climáticos naturales, como huracanes, tormentas intensas, sequías prolongadas o inundaciones, pueden tener un impacto significativo en el ecosistema. Estos eventos pueden causar la destrucción de árboles, la erosión del suelo, la alteración de los patrones de flujo de agua y la pérdida de biodiversidad.
-Incendios forestales: Los incendios forestales son una causa natural de impacto ambiental en los bosques tropicales. Estos incendios pueden ocurrir de manera natural debido a la sequedad, las altas temperaturas y la acumulación de material vegetal seco. Sin embargo, también pueden ser provocados por actividades humanas, como la quema de tierras agrícolas o la negligencia en la gestión del fuego.
-Enfermedades y plagas: Las enfermedades y plagas naturales pueden afectar la salud y la supervivencia de las especies vegetales y animales en el bosque tropical de Tumbes. Por ejemplo, la propagación de enfermedades como el hongo del marchitamiento o la infestación de insectos pueden causar la muerte masiva de árboles y afectar la estructura y la composición del ecosistema.
-Cambios geológicos: Los cambios geológicos, como movimientos tectónicos, erupciones volcánicas o deslizamientos de tierra, pueden tener impactos significativos en el ecosistema. Estos eventos pueden alterar la topografía, cambiar los cursos de los ríos, destruir hábitats y provocar cambios en la distribución de las especies.
Es importante destacar que estos impactos ambientales naturales son inherentes a los ecosistemas y han ocurrido durante miles de años.

## Consecuencias del Impacto Ambiental
Los impactos ambientales en el ecosistema del bosque tropical del Pacífico de Tumbes pueden tener efectos negativos tanto en los seres vivos como en los elementos no vivos que componen el ecosistema. Algunos de estos efectos incluyen:
-Pérdida de biodiversidad: La deforestación y otros impactos antrópicos pueden provocar la pérdida de hábitats y la destrucción de ecosistemas completos, lo que resulta en la pérdida de especies vegetales y animales. La disminución de la biodiversidad afecta negativamente la estabilidad y el equilibrio ecológico del ecosistema.
-Cambios en la estructura del ecosistema: La alteración del bosque tropical de Tumbes puede llevar a cambios en la estructura del ecosistema. La pérdida de árboles y la fragmentación del hábitat pueden afectar la disponibilidad de recursos y la interacción entre las especies, lo que puede resultar en cambios en la composición de la comunidad y en la dinámica de las poblaciones.
-Disrupción de la cadena alimentaria: Los impactos ambientales pueden afectar la disponibilidad de alimentos y la interacción entre los diferentes niveles tróficos en el ecosistema. 
-Degradación del suelo y pérdida de fertilidad: La deforestación, la agricultura intensiva y la minería pueden causar la degradación del suelo en el bosque tropical de Tumbes. La remoción de la vegetación y la erosión del suelo pueden llevar a la pérdida de nutrientes, la compactación del suelo y la disminución de su capacidad de retención de agua, lo que afecta negativamente el crecimiento de las plantas y la productividad del ecosistema.
-Contaminación del agua y del aire: La actividad minera, la agricultura intensiva y otros procesos industriales pueden resultar en la contaminación del agua y del aire en el bosque tropical. La liberación de productos químicos tóxicos, como metales pesados y agroquímicos, puede tener efectos perjudiciales en la calidad del agua y en la salud de las especies acuáticas. Asimismo, la liberación de gases contaminantes puede afectar la calidad del aire y la salud de los organismos.
-Alteraciones en los ciclos biogeoquímicos: Los impactos ambientales pueden interferir con los ciclos biogeoquímicos en el ecosistema del bosque tropical de Tumbes. Por ejemplo, la deforestación puede interrumpir el ciclo del carbono al reducir la capacidad de absorción de dióxido de carbono de los árboles, lo que contribuye al cambio climático.